# Cửu Hoa Sơn

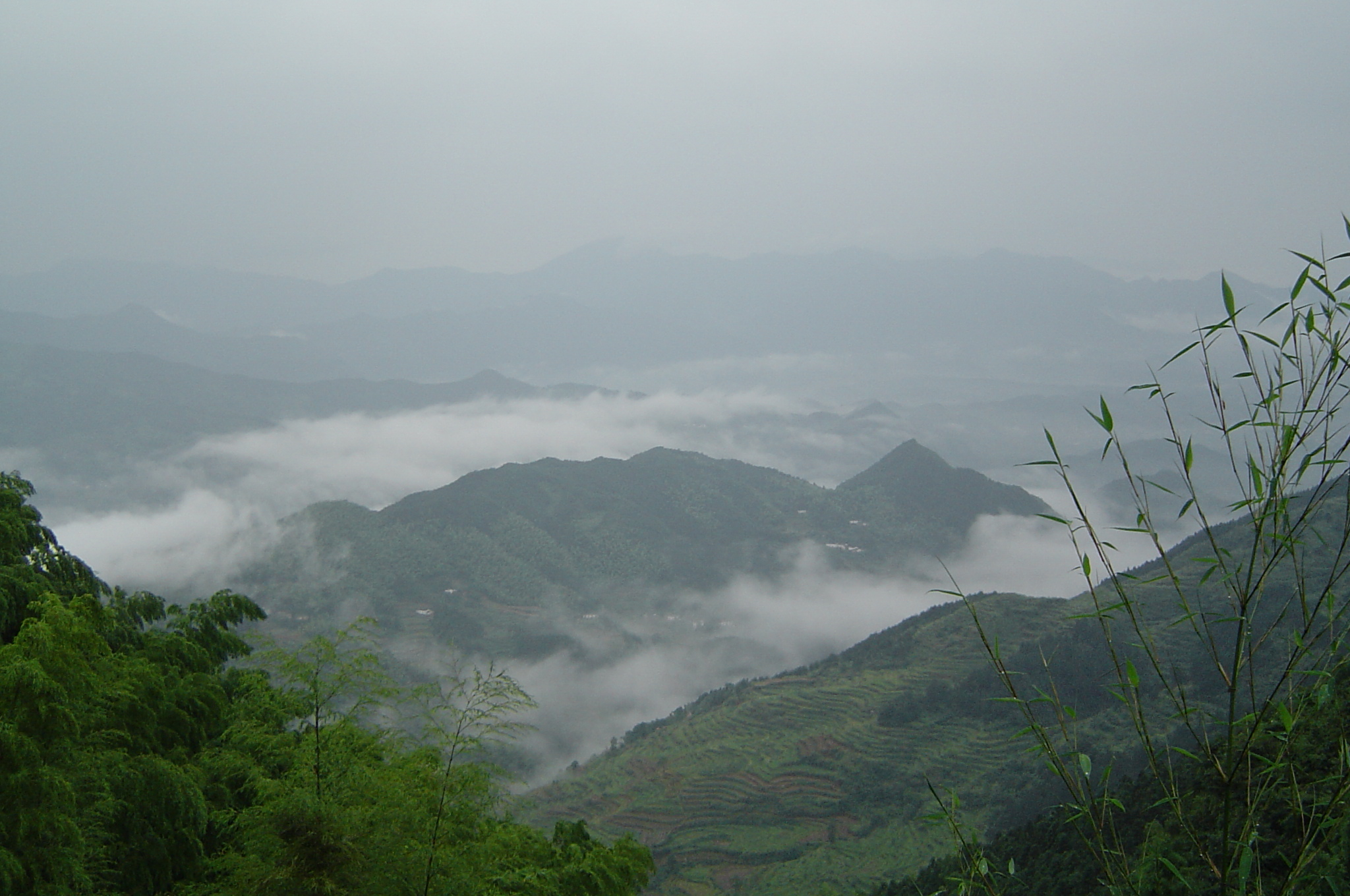
Quang cảnh nhìn từ đỉnh Liên Hoa núi Cửu Hoa

Cửu Hoa Sơn (giản thể: 九华山; phồn thể: 九華山; phiên âm: Jǐuhuá Shān) là một trong tứ đại Phật giáo danh sơn tại Trung Quốc, nằm về phía đông nam của phố Trì Châu thuộc tỉnh An Huy - Trung Quốc. Đây là ngọn núi nổi tiếng vì có phong cảnh đẹp và những ngôi đền cổ, gắn liền với Địa Tạng Bồ Tát

## Lịch sử

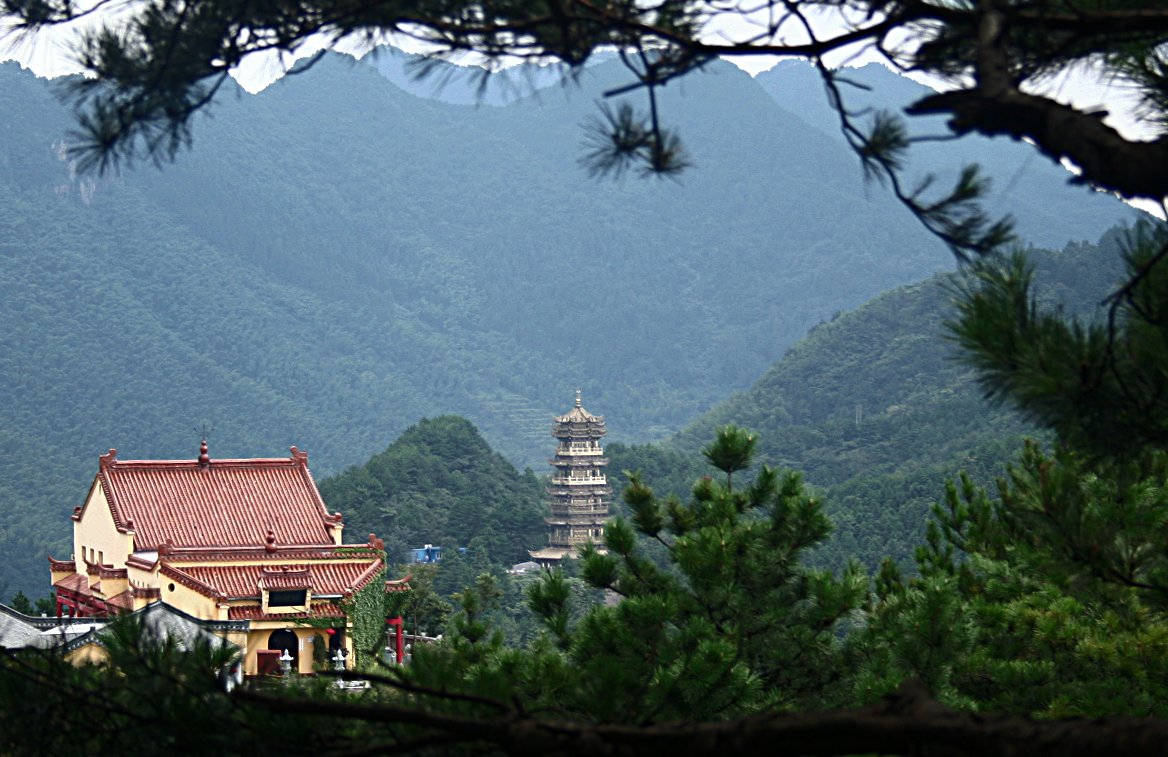
Đền trên núi Cửu Hoa

Vào triều đại nhà Lương, nhà Trần trong thời Nam Bắc triều, Cửu Hoa Sơn có tên là Cửu Tử Sơn do người dân địa phương thấy nơi đây gồm 9 ngọn núi có cùng kích cỡ với nhau. Tuy nhiên có truyết thuyết nói rằng vào năm Đường Thiên Bảo (742-755), nhà thơ nổi tiếng Lý Bạch đã từng đến đây và viết:
"Diệu hữu phân nhị khí

Linh Sơn khai cửu hoa"
Dịch:

"Diệu hữu phân trời đất

Linh Sơn nở chín hoa"
Vì vậy mà từ đó ngọn núi này đổi tên thành núi Cửu Hoa.
Cửu Sơn có vẻ đẹp thanh nhã nằm về phía Nam của phố Trì Châu, tỉnh An Huy. Tổng diện tích của khu phong cảnh ở núi Cửu Sơn là 120 km². Diện tích bảo vệ là 114 km2. Cùng với các ngọn núi: Ngũ Đài Sơn thuộc tỉnh Sơn Tây, Nga Mi Sơn thuộc tỉnh Tứ Xuyên, và Phổ Đà Sơn thuộc tỉnh Triết Giang, Cửu Hoa Sơn là một trong 4 ngọn núi linh thiêng của Đạo Phật ở Trung Quốc, thường được nhắc đến với cái tên "Tứ Đại Phật giáo danh sơn".

## Truyền thuyết về Địa Tạng Bồ Tát
Địa Tạng Bồ Tát đầu thai làm hoàng tử nước Tân La (Triều Tiên ngày nay), sinh vào thời kì Võ Tắc Thiên (cuối năm Đường Khai Nguyên, tức năm 719, Trung Quốc), tên là Kim Kiều Giác, xuất gia từ nhỏ. Vì nghe danh của ngài Huyền Trang nên quyết định đến Trung Quốc vào thời Đường Huyền Tông, lên Cửu Hoa sơn tu hành, sau đó xây chùa thu nạp nhiều tín đồ, biến Cửu Hoa Sơn thành một thắng địa Phật giáo cực thịnh đương thời. Năm 99 tuổi, bỗng nghe một tiếng gọi mơ hồ thì biết mình sắp chết liền gọi đệ tử đến dặn dò, rồi ngồi vào trong chum mà viên tịch. Ba năm sau, mở nắp chum ra để an táng, thấy da thịt vẫn còn nguyên, sắc diện như khi còn sống, khi nhấc ra thì các khớp xương dao động thành tiếng lách cách. Phật giáo bảo đó là Bồ Tát truyền thế bèn đem thi thể đặt vào trong tháp, gọi tháp là Địa Tạng Nhục Thân tháp. Nhục Thân tháp còn gọi là Nhục Thân Bảo điện, tọa lạc tại đỉnh Thần Quang trên Cửu Hoa sơn. Cứ ngày rằm và 30 tháng 7 (tương truyền là ngày sinh và ngày đắc đạo của Địa Tạng) tín đồ Phật giáo lại đến triều kiến Nhục Thân tháp rất đông.